# Complejo Polideportivo Jorge B. Griffa
El Complejo Polideportivo Jorge B. Griffa, anteriormente conocido como Complejo Bella Vista, es un centro de entrenamiento de alto rendimiento y predio deportivo perteneciente al Club Atlético Newell's Old Boys, ubicado en la zona oeste de Rosario, Argentina. Inaugurado en 1985 y renombrado en 2018, el complejo lleva el nombre en honor de Jorge Griffa, formador de juveniles del club.

## Historia
La adquisición del terreno para el complejo se remonta al 5 de julio de 1984, cuando una asamblea extraordinaria del club aprobó la compra de aproximadamente 11 hectáreas. Esta decisión fue impulsada por el entonces presidente Armando Botti y Jorge Griffa, utilizando parte de los fondos obtenidos por la venta del jugador Víctor Rogelio Ramos al FC Nantes, de Francia. El proyecto fue un hecho importante en el desarrollo de las divisiones inferiores del club. Durante los últimos años de la década de 1980 y principios de los 90, el predio no solo sirvió como centro de entrenamiento, sino también como un espacio de encuentro social para las familias asociadas al club.
En la era Eduardo José López el predio sufrió un importante deterioro, donde por ejemplo se contaba con una pileta olímpica que fue tapada con cemento, que culminó al finalizar su mandato con "el robo de la indumentaria y de todas las pelotas del polideportivo de Bella Vista".
Con la nueva dirigencia se comenzó a poner en valor el complejo y en 2011 el club recibió el ingreso de fondos necesarios mediante la compra de tarjetas con un valor de mil dólares por parte de aproximadamente 150 socios. Estas son algunas de las acciones que se llevaron a cabo y que se plasmaron en la ampliación y obras en el predio.
Desde 1997 a 2006 la institución estuvo en juicio contra la Municipalidad de Rosario por expropiación forzosa de terrenos del complejo, que el municipio destinó a la Granja de la Infancia; el juicio tuvo resolución favorable para el club y el municipio debió restituirle dos hectáreas colindantes, negociación que inició en 2010 concluyendo en 2019.

## Características
El complejo cuenta con más de diez canchas de fútbol, utilizadas tanto por el plantel profesional como por las categorías juveniles; de las cuales una cancha es de césped sintético de medidas FIFA con iluminación, más dos canchas iluminadas para el plantel profesional y otra iluminada para el uso del plantel de reserva.Aquí, también, entrena y hace las veces de local las divisiones inferiores y el fútbol femenino. Además, dispone de una cancha de hockey donde entrenan estas deportistas.
La cancha de césped sintético, inaugurada en septiembre de 2015, se construyó sobre tierra roja, caucho y pedregal, lo que la hace inalterable ante la lluvia.

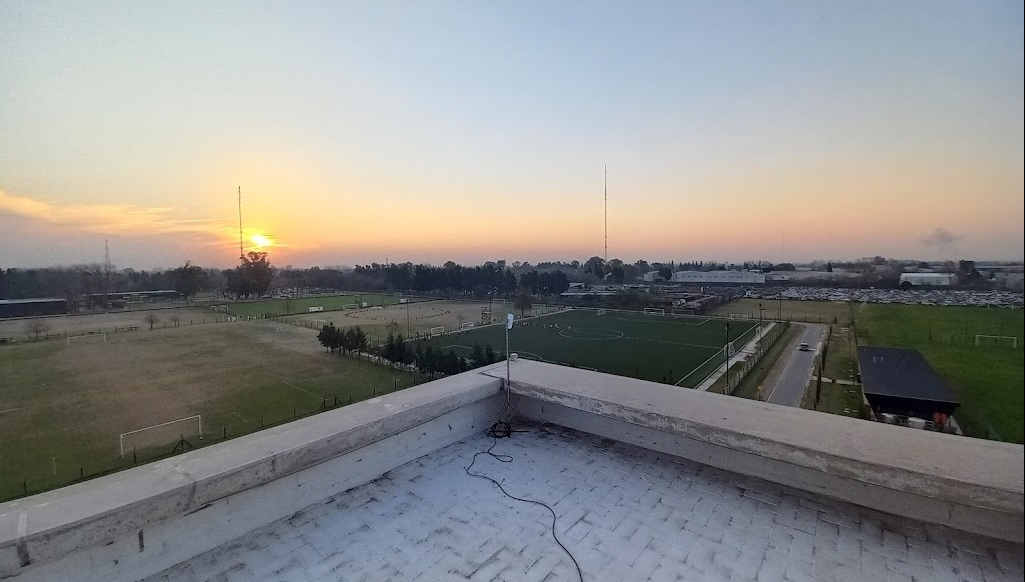
Vista de un sector del Predio Jorge Griffa

Desde 2009, el complejo ha experimentado mejoras en iluminación, arbolado y pavimentación, refacción de vestuarios y sala de prensa, construcción de gimnasios y nuevas canchas de fútbol, instalación de sistemas de riego y la incorporación de un bar. En 2020, Newell's Old Boys anunció la adquisición de 8 hectáreas adicionales contiguas al complejo, aumentando la superficie total a aproximadamente 24,5 hectáreas.
Esta expansión permitió la construcción de dos nuevas canchas para la primera división, el desarrollo de una nueva sede social y deportiva y la creación de espacios para deportes recreativos y disciplinas amateurs. En 2022 se anunció la construcción de un gimnasio para juveniles de 200 metros cuadrados que se inauguró en 2023, llevando el nombre del ex preparador físico y director técnico Jorge Castelli.
A mediados de 2023 se anunció la construcción de una pensión para jugadores juveniles, con plazo de construcción de 12 meses. El proyecto constará con una infraestructura de más de 700 m², albergando dieciséis habitaciones con baño privado, las cuales pueden alojar de dos a cuatro jugadores cada una. Su construcción se encuentra en la etapa final prevista.

## Hotel J. B. Griffa

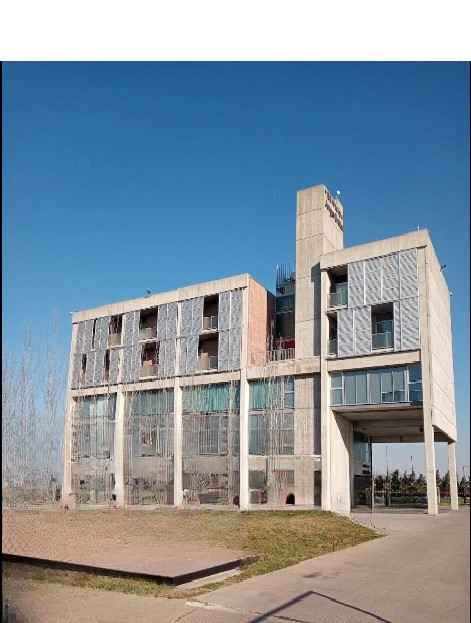
Hotel Jorge B. Griffa, situado en el complejo que lleva mismo nombre

Dentro del complejo se encuentra el edificio Griffa, inaugurado el 3 de noviembre de 2018, siendo, una construcción donada por Marcelo Bielsa, exjugador y entrenador campeón del club. Este edificio, fue valorado en aproximadamente 2,5 millones de dólares por aquella época.
"Del club que me formó recibí más de lo que entrego. Lo mío es más una devolución que otra cosa. Las instalaciones son las que permiten una mejor preparación" (Marcelo Bielsa, 2018).
 Este hotel es de uso exclusivo para el plantel de primera división y cuerpo técnico del club; no encontrándose abierto al público.
La instalación de servicios, como energía eléctrica y gas, se realizaron con aportes económicos de la Fundación de Lionel Messi, bajo la modalidad de préstamos para la institución.

### Características del edificio
Consta de cinco pisos en un predio de 2.600 metros cuadrados con 18 habitaciones para 30 futbolistas, oficinas, sala de video, salón de usos múltiples, cocina y comedor equipados, 18 cocheras y dos ascensores. 